# 島津秀雄
島津 秀雄（しまづ ひでお）は日本の作曲家、編曲家。

## 人物
- 1970年に国立音楽大学卒業。
- 1971年、NHKの番組「ぼくの絵・わたしの絵」テーマで作曲家としてデビュー。
- 1996年、アニメーション映画「ジャングルブック・少年モーグリ」の音楽でJASRAC賞国際賞受賞。

## 映像音楽
- ジャングルブック・少年モーグリ
- グリム名作劇場
- 風の中の少女 金髪のジェニー

| スタブアイコン | サブスタブ | この項目は、まだ閲覧者の調べものの参照としては役立たない、音楽関係者（バンド等）に関連した書きかけの項目です。この項目を加筆・訂正などしてくださる協力者を求めています（P:音楽/PJ:芸能人）。 |